# Gastroxya leleupi
Gastroxya leleupi là một loài nhện trong họ Araneidae.
Loài này thuộc chi Gastroxya. Gastroxya leleupi được Pierre L. G. Benoit miêu tả năm 1962.